# كايل بيتش
كايل بيتش هو لاعب هوكي الجليد كندي، ولد في 13 يناير 1990 في فانكوفر في كندا.

## وصلات خارجية
- كايل بيتش على موقع دوري الهوكي الوطني (الإنجليزية)
- كايل بيتش على موقع EliteProspects.com (الإنجليزية)
- كايل بيتش على موقع HockeyDB.com (الإنجليزية)